# Pfarrkirche Krumpendorf

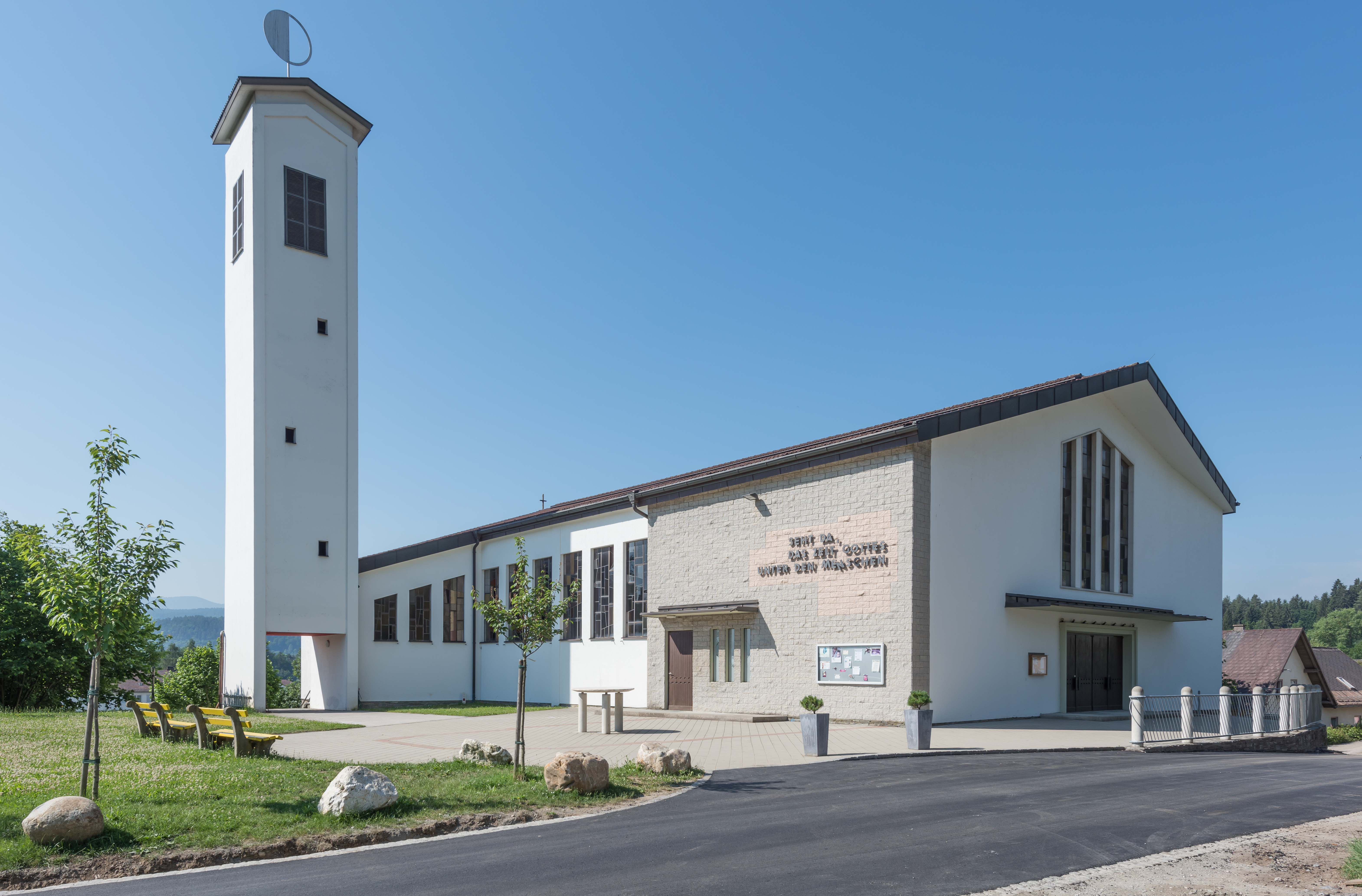
Außenansicht

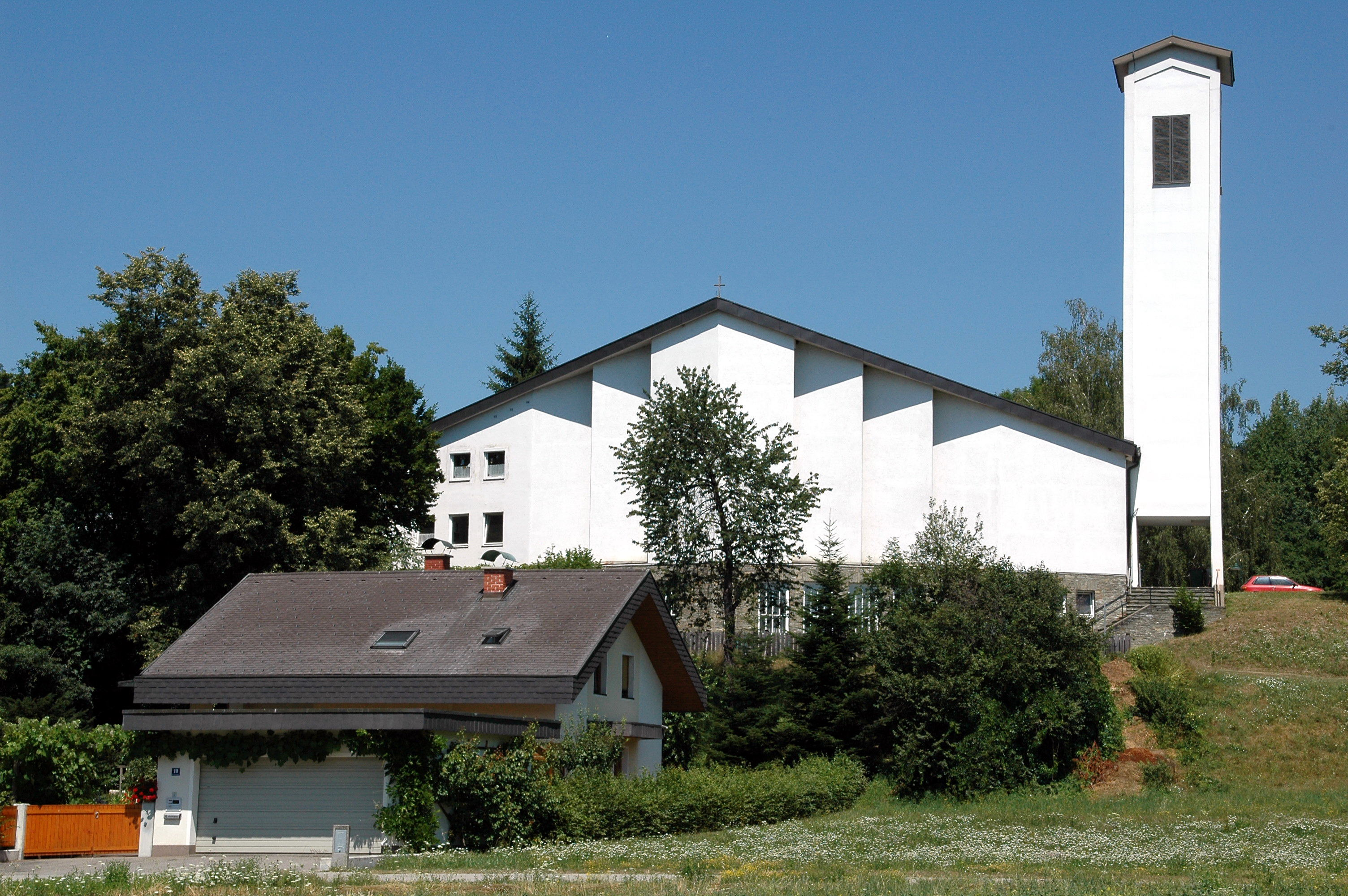
Außenansicht

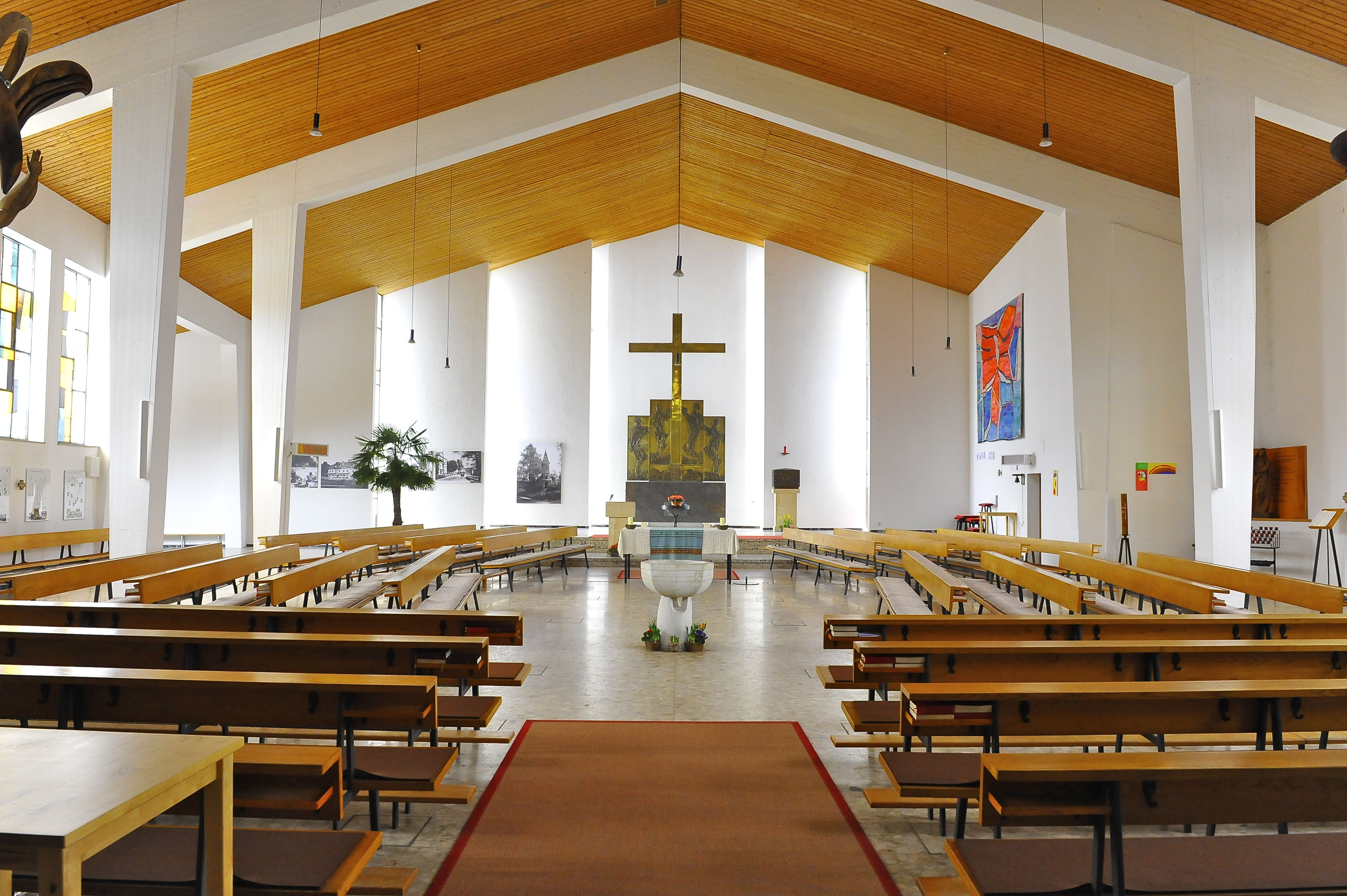
Kirchenraum

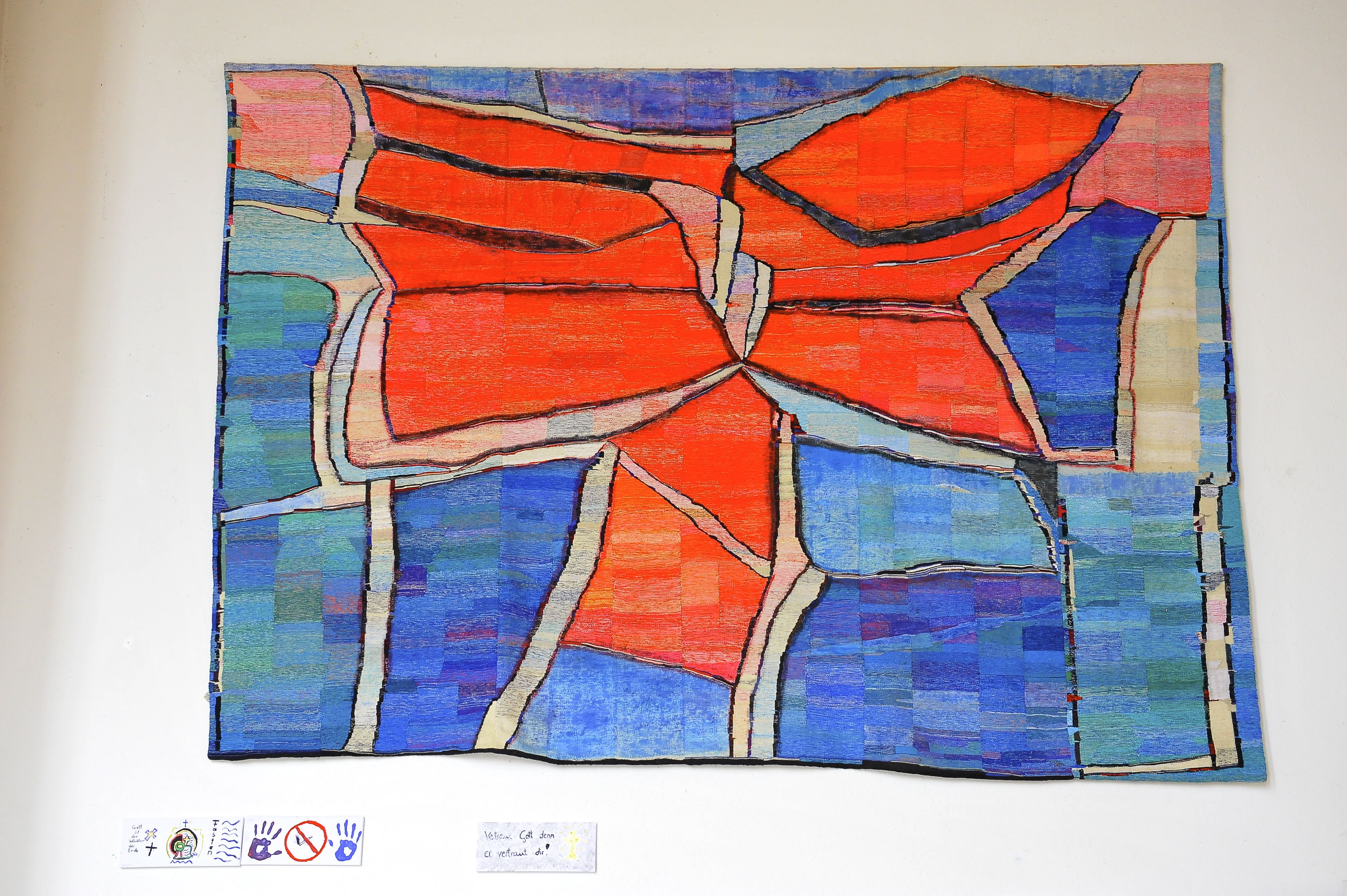
Wandteppich im Presbyterium

Die Pfarrkirche Krumpendorf steht auf einem Hügel im Westen der Gemeinde Krumpendorf am Wörthersee im Bezirk Klagenfurt-Land in Kärnten. Die auf Christkönig geweihte römisch-katholische Pfarrkirche gehört zum Dekanat Klagenfurt-Land/Celovec-dežela in der Diözese Gurk-Klagenfurt. Die Kirche steht unter Denkmalschutz (Listeneintrag).

## Geschichte
An der Stelle der Vorgängerkirche hl. Georg aus dem Ende des 19. Jahrhunderts wurde von 1959 bis 1962 nach Plänen des Architekten Alfons Nessmann ein Kirchenneubau erbaut und 1963 geweiht.

## Architektur
Die Kirche ist Nord-Süd orientiert und hat einen trapezförmigen Grundriss. Die Südseite weist eine abgestufte Wandgliederung auf. Der Ostturm ist eine Stahlbetonkonstruktion. Die Georgskapelle verbindet den Kirchenraum mit dem Turm. An der Westseite sind die Sakristei und Nebenräume angebaut. Im Untergeschoß der Kirche ist der Pfarrsaal untergebracht.
Im Inneren zeigt sich die Kirche als weiträumiger Raum mit einem lichterfüllten Altarraum. Die sichtbare Satteldachkonstruktion ruht auf freistehenden, sich nach unten verjüngenden Stahlbetonpfeilern. Die Decke ist mit Holz verkleidet.

## Ausstattung
Die Neuordnung des Innenraumes erfolgte 2002 durch Architekt Felix Orsini-Rosenberg. Den elliptischen Zentralbereich mit dem Volksaltar und dem Taufstein als Brennpunkte umgeben auf drei Seiten die Kirchenbänke.
Die Altarwand mit einem Bronzerelief schuf 1982 Valentin Oman. Das Relief thematisiert die Vergänglichkeit des Menschen und seine Erlösung durch das Kreuz.  Ein vom österreichischen Bildhauer Heinz Goll geschaffenes Tischkreuz, welches zum Vortragekreuz umfunktioniert wurde, steht neben dem Altar.
Architekt Felix Orsini-Rosenberg gestaltete den Platz der Begegnung vor der Kirche. An der Stelle des Altars der alten Kirche steht ein 500 kg schwerer Marmorrundtisch.

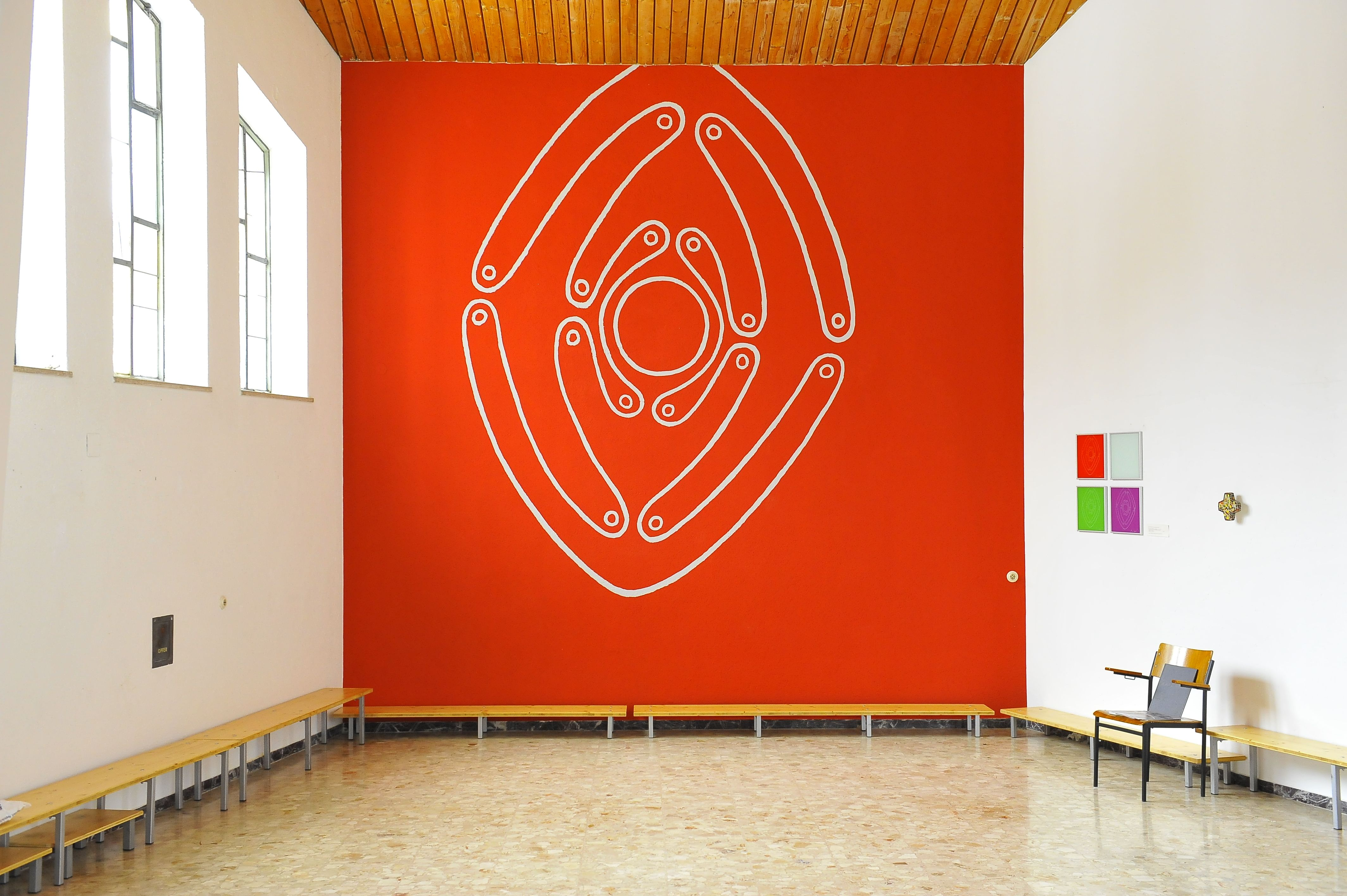
Georgskapelle
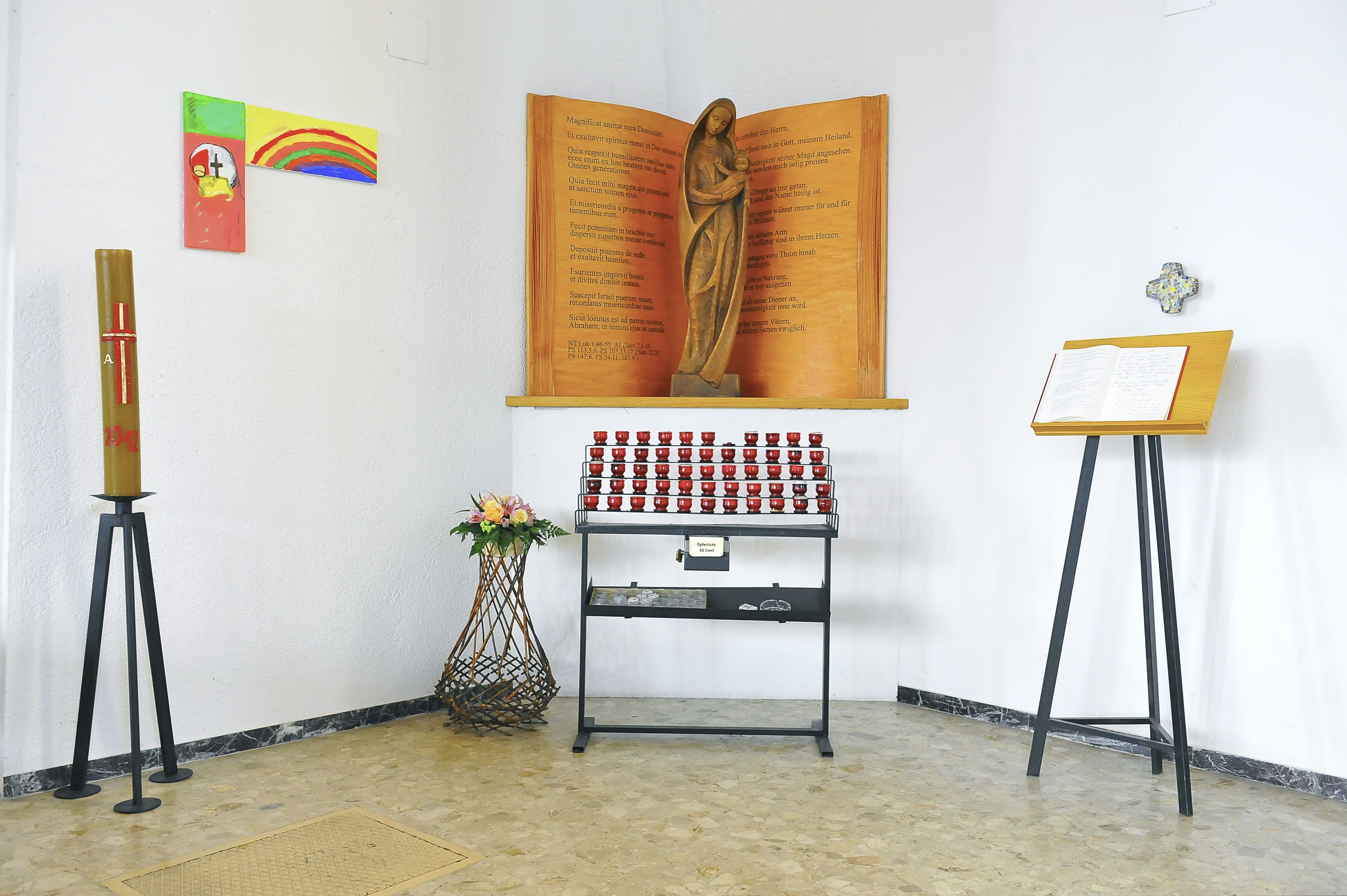
Seitenaltar
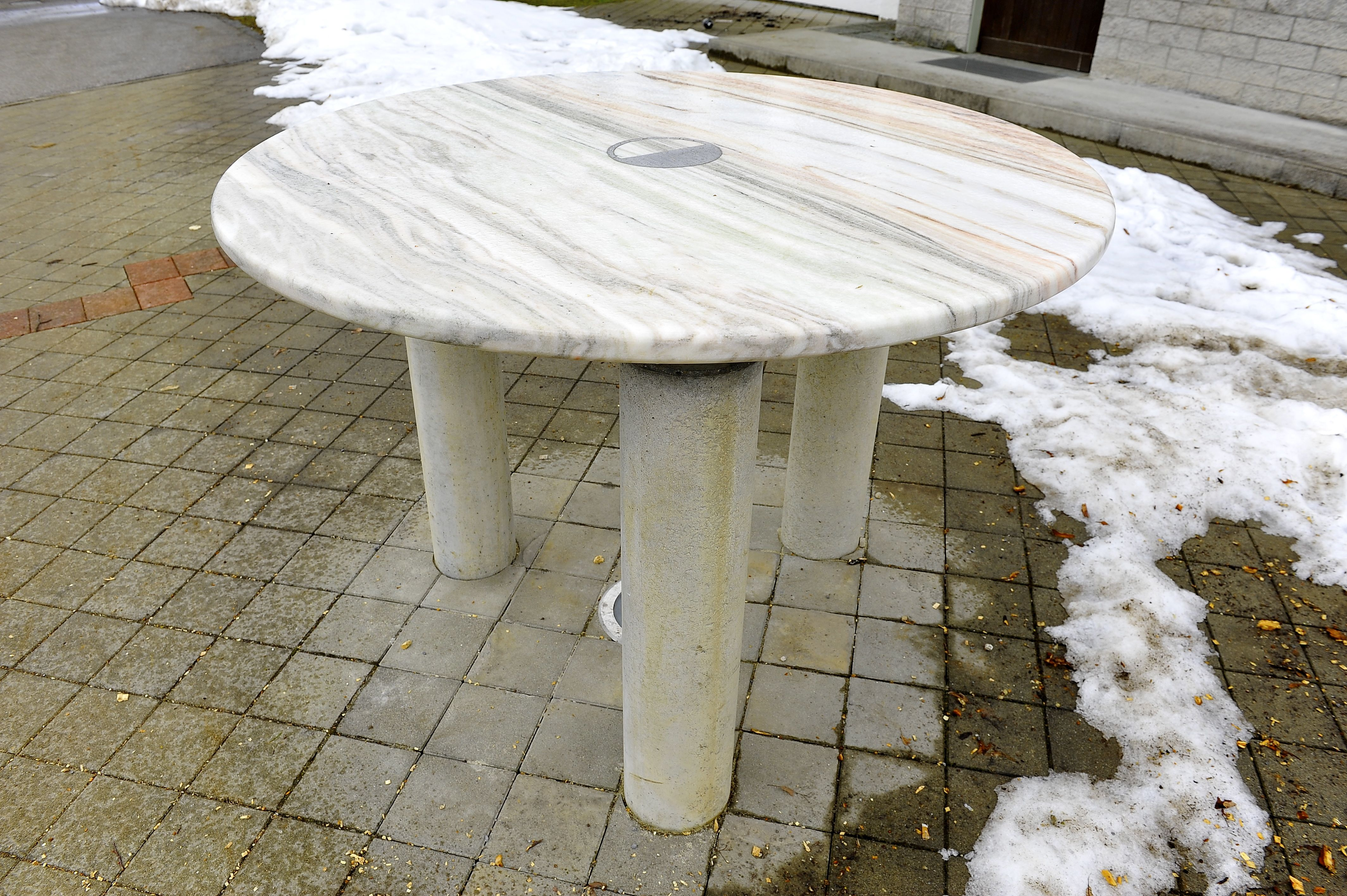
Marmortisch an Stelle des alten Altars